# Tachydromia stackelbergi
Tachydromia stackelbergi är en tvåvingeart som beskrevs av Igor Shamshev 1994. Tachydromia stackelbergi ingår i släktet Tachydromia och familjen puckeldansflugor. Inga underarter finns listade i Catalogue of Life.